# Det forbandede talent
|  | Denne artikel er oprettet af botten Steenthbot ud fra en ekstern database. Den kan derfor have sproglige fejl eller mangler. Denne skabelon kan fjernes efter kontrol af indholdet. |

Det forbandede talent er en dansk dokumentarfilm fra 2019 instrueret af Andreas Bøggild Monies.